# Resolució 1204 del Consell de Seguretat de les Nacions Unides
La Resolució 1204 del Consell de Seguretat de les Nacions Unides, adoptada per unanimitat el 30 d'octubre de 1998 després de reafirmar totes les resolucions anteriors del Sàhara Occidental, el Consell va ampliar el mandat de la Missió de Nacions Unides pel Referèndum al Sàhara Occidental (MINURSO) fins al 17 de desembre de 1998.
El Consell de Seguretat va reiterar el seu compromís de trobar una solució duradora al conflicte del Sàhara Occidental i la seva determinació de celebrar un referèndum sobre l'autodeterminació per al poble del territori d'acord amb el Pla de Regularització que tant el Marroc com el Front Polisario havien acceptat.
Es va demanar a ambdues parts que permetessin a l'Alt Comissionat de les Nacions Unides per als Refugiats (ACNUR) realitzar treballs preparatoris per a la repatriació dels refugiats saharians elegibles per votar. A més, es va demanar que acceptessin un paquet de mesures relatives al procés d'apel·lacions, el paper de l'ACNUR i les futures etapes del Pla de Regularització a mitjans de novembre de 1998. La resolució lamenta que la unitat de suport tècnic encara no estigui plenament operativa i demana la conclusió del Status of Forces Agreement que facilitaria el desplegament d'unitats militars al Sàhara Occidental. Va donar suport a la intenció de la MINURSO de publicar les llistes de votants abans de l'1 de desembre de 1998 i un augment del personal de la Comissió d'Identificació de 18 a 25, així com del personal de suport necessari.